# Instytut Kantorów w Tel Awiwie
Instytut Kantorów w Tel Awiwie (ang. The Tel Aviv Cantorial Institute) – izraelska szkoła muzyczna na osiedlu Ha-Cafon ha-Chadasz w Tel Awiwie. Kantorzy będący jej absolwentami służą w najbardziej znanych synagogach na całym świecie.

## Historia
Placówka została utworzona w 1984 roku z inicjatywy dra Maurice'a Jaffeego, pomysłodawcy i założyciela Wielkiej Synagogi w Jerozolimie. Powodem jej utworzenia była potrzeba zachęcenia młodych ludzi do kształcenia muzycznego i jednocześnie potrzeba ożywienia sztuki kantorów. Na spotkaniu założycielskim byli obecni: kantor Mosze Stern, kantor Naftali Herstik, mistrz Eli Jaffee oraz dr Zwi Talmon.
W wyniku sukcesu szkoły i wzrostu jej reputacji w 1987 władze uczelni zwróciły się do władz miejskich Tel Awiwu o wsparcie i oficjalne utworzenie szkoły kantorów. Stała siedziba powstała dzięki inicjatywie rodziny Brodt i Fundacji Tel Awiw.

## Działania
Instytut prowadzi szeroko pojętą działalność edukacyjną i kulturalną w kilku kierunkach:
- kształcenie profesjonalnych kantorów, którzy mają się stać liderami lokalnych społeczności żydowskich na całym świecie
- organizowanie wykładów, koncertów i innych programów na całym świecie, których celem jest udzielenie wsparcia społeczności żydowskiej
- realizowanie programów edukacyjnych dla młodzieży w wieku 10-16 lat, podczas których poszerzana jest wiedza na temat judaizmu
- prowadzenie biblioteki gromadzącej książki, rękopisy i nagrania wszelkich form liturgicznych z kultury jidysz, chasydyzmu, ladino i muzyki hebrajskiej
- działalność wydawnicza starych i nowych kompozycji muzyki liturgicznej[3].

Przy szkole działa męski chór (ang. The Tel Aviv Cantorial Institute Choir) liczący 30 młodych studentów prowadzonych przez kantora Naftali Herstika. Chórowi towarzyszy kwartet muzyczny.